# مارتين أوخيدا
مارتين أوخيدا (بالإسبانية: Martín Ojeda) هو لاعب كرة قدم أرجنتيني في مركز مهاجم ‏، ولد في 27 نوفمبر 1998 في جيوليجياشو في الأرجنتين. لعب مع نادي راسينغ.

## وصلات خارجية
- مارتين أوخيدا على موقع الدوري الأمريكي (الإنجليزية)
- مارتين أوخيدا على موقع قاعدة بيانات كرة القدم.إي يو (الإنجليزية)
- مارتين أوخيدا على موقع Soccerway.com (الإنجليزية)